# Jungleboek
Jungleboek è una serie televisiva belga in olandese del 1992.